# Sara Tommasi
Pour les articles homonymes, voir Tommasi.
Sara Tommasi (née le 9 juin 1981 à Narni) est une mannequin et actrice italienne.

## Biographie
Elle est titulaire d'une licence en économie de l'université Bocconi de Milan. Dans son cursus, il y a, selon ce qu'elle a déclaré, également un diplôme d'acteur et de diction au CTA de Milan, un stage d'acteur à l'Actor's Studio de New York et une participation à un atelier de théâtre avancé organisé par Beatrice Bracco à Rome.
Elle fait ses débuts dans le monde du spectacle en 1998 en participant à Miss Italie avec le groupe de Miss Ombrie (elle atteint les pré-finales de San Benedetto del Tronto), elle commence sa carrière à la télévision en tant que veejay pour All Music. En 2002, elle est choisie pour être la jeune femme séduisante qui assiste le présentateur de Paolo Limiti Show diffusé sur Rai 1. En 2003, elle est la protagoniste de la séquence MouseTrip de l'émission Insolito programmée sur MTV.
En 2006, elle atteint une plus grande notoriété en participant à la quatrième édition de l'émission de télé-réalité L'isola dei famosi (où elle termine à la quatrième place), en participant à l'émission On the Road (diffusée sur Italia 1) et en posant pour le calendrier sexy de l'année produite par Max. Interviewée à la suite de la diffusion du calendrier, elle déclare d'abord qu'elle ne voulait pas se déshabiller, puis change d'avis ; elle ajoute ensuite qu'elle avait subi une chirurgie d'augmentation mammaire et s'était définie comme un produit à vendre sur le marché du spectacle.
En 2007, elle rejoint ensuite Fabrizio Frizzi pour jouer dans deux épisodes de Mi fido di te et en 2008, elle fait ses débuts au cinéma avec le film Ma prof est une bombe, réalisé par Luca Biglione, pour lequel elle remporte le prix de "Meilleure actrice dans un second rôle" au All'Invisible Film Festival à Cava de' Tirreni. En 2009, elle rejoint Paolo Bargiggia pour animer le magazine diffusé après les matches de Ligue Europa sur Rete 4.
En 2010, elle est le troisième témoignage (après Manuela Arcuri et Karima el-Mahroug) du livre Il labirinto femminile de l'avocat et homme politique Alfonso Luigi Marra. Elle fait une publicité, un strip-tease à partir d'un déguisement en Oussama Ben Laden.
En février 2011, Tommasi est impliquée dans le scandale du Rubygate qui voit le Premier ministre italien Silvio Berlusconi comme partie ; dans une interview à l'hebdomadaire féminin Diva e donna, elle déclare avoir peur d'être tuée et été victime de persécuteurs non précisés, qui lui  administreraient de la drogue à des fins sexuelles. Elle tient le même ton dans d'autres interviews, précisant qu'elle n'était pas une escorte. Elle déclare qu'elle avait été positivement impressionnée par Berlusconi la première fois qu'elle l'avait vu, mais qu'elle était déçue qu'un homme politique n'ait pas donné le bon exemple.
De plus, à partir de décembre 2011, elle commence à apparaître de plus en plus souvent nue. Cependant, dans la même période, elle poursuit sa carrière d'actrice en apparaissant dans le film Una cella in due (it) et un épisode de la série télévisée Fratelli detective. En 2012, elle présente également l'émission Celebrity sur Coming Soon Television.
En 2012, elle tourne dans un film pornographique La mia prima volta réalisée par Guido Maria Ranieri. À la suite de la diffusion du film, elle est hospitalisée et soumise à un traitement pour dépression sévère. En 2018, elle accorde une interview à Le Iene dans laquelle elle déclare qu'elle souffre d'un trouble bipolaire pour lequel elle suit un traitement ; en même temps elle déclare avoir été soignée à l'hôpital pendant cinq mois et qu'elle ne se souvient pas beaucoup des années d'excès. En 2013, paraissent deux autres films pornographiques : I soliti noti, une compilation de scènes de films déjà sortis, et Vip sesso e potere, tourné avec l'ancien concurrent de Grande Fratello 11 Nando Colelli.
En décembre 2012, à la suite d'une plainte déposée par Alfonso Luigi Marra au nom de Tommasi, la police judiciaire saisit le film pornographique Confessioni private ; selon ce qui est rapporté dans la plainte, le producteur Federico De Vincenzo a drogué Tommasi afin de la forcer à tourner le film. Cependant, Di Vincenzo a fait valoir qu'une visite démontrerait que pendant le tournage, l'actrice était capable de comprendre. En 2013, le procureur de Salerne ordonne l'arrestation de De Vincenzo et du distributeur du film Giuseppe Matera, accusés d'avoir incité la showgirl à tourner le film par l'administration de cocaïne. Le 22 mai 2014, le tribunal de la même ville condamne en première instance Matera à deux ans et dix mois, qui a choisi d'être jugé selon la procédure abrégée ; la peine est ensuite confirmée en 2015 par la cour d'appel de la même ville ; dans le même temps, après l'acte d'accusation, des poursuites furent engagées contre le producteur Federico Di Vincenzo, le réalisateur Max Bellocchio et les acteurs Pino Igli Papale et Fausto Zulli.
En 2016, dans le cadre du procès, le neuropsychiatre Michele Sforza explique avoir rendu visite à Tommasi à quatre reprises entre 2011 et 2012 ; elle dit que l'actrice à cette période manifestait des symptômes clairs attribuables à la psychose et au délire avec des hallucinations visuelles et auditives et que celles-ci auraient été perceptibles par n'importe qui. En 2017, la productrice Matera déclare au tribunal de Salerne que Tommasi avait consommé de la drogue de manière intensive, ce qui l'aurait rendue peu coopérative pour le tournage, et que pour ces raisons elle aurait choisi d'employer des doublures pour certaines scènes. En décembre 2022, tous les accusés sont acquittés.
Après avoir quitté la ville de Milan et être retournée vivre à Narni, sa ville natale, Sara Tommasi se consacre à des activités entrepreneuriales en faisant la promotion du "bha", un bonbon créé par son père. En 2015, après avoir collaboré avec l'avocat Alfonso Luigi Marra en tant que "conseillère technique pour les affaires de seigneuriage bancaire", elle est nommée manager du "Marruvium", une équipe de football de deuxième catégorie de San Benedetto dei Marsi. En 2019, elle ouvre une boulangerie à Terni.
En 2019, après des années loin de la télévision, elle reprend son activité de showgirl en animant Manhattan Transfer, une émission sur l'archéologie diffusée sur le réseau local TeleTerni. Elle est aussi animatrice de l'émission de radio Sara quel che sarà, diffusée par le diffuseur Terni Radio Camminata.
En 2020, elle participe à un projet musical avec le duo ombrien Luci da Labbra et Sciarra, l'enregistrement d'un single de dance intitulé Vis a Vis, dont la sortie était prévue pour l'été.
En 2021, elle publie le livre autobiographique Ricomincio da Sara. Le 21 mars 2021 à Massa Martana, elle épouse Antonio Orso, manager spécialisé dans le droit du spectacle, ils partent vivre en Égypte.

## Filmographie
Cinéma
- 2008 : Ma prof est une bombe
- 2010 : Tutto l'amore del mondo (it)
- 2010 : Alta infedeltà (it)
- 2011 : Una cella in due (it)